# Richie Allen
Richie Allen (eigentlich Richard Podolor; * 7. Januar 1936 in Los Angeles, Kalifornien; † 9. März 2022) war ein US-amerikanischer Surf-Sound-Musiker der 1960er Jahre.
Allen war als Gitarrist vor allem ein umtriebiger Session-Musiker der südkalifornischen Surfmusic-Szene, der insbesondere für Produzent Gary Usher auf vielen Aufnahmen mitwirkte, u. a. bei Sandy Nelsons Teen Beat. Er veröffentlichte einige Aufnahmen unter dem eigenen Namen (mit seiner „Begleitband“ The Pacific Surfers), kehrte jedoch nach nur mäßigem Erfolg zu Sessions zurück. Lediglich seine Single Stranger From Durango konnte sich in den US-Singles-Charts platzieren.
Gegen Ende des Jahrzehnts konzentrierte sich Allen, nun unter seinem Geburtsnamen Podolor, auf das Produzieren, so mit Iron Butterfly, Steppenwolf und Three Dog Night.
Er starb am 9. März 2022 im Alter von 86 Jahren.

## Veröffentlichungen
- 1963: Stranger from Durango
- 1963: Rising Surf
- 1964: Surfer’s Slide